# Kršćanstvo u 9. stoljeću
Kršćanstvo u 9. stoljeću.

## Hrvatska i u Hrvata

### Nagrade
- Papa Ivan VIII. je kneza Branimira i njegov narod svečano blagoslovio iskazavši time hrvatskom vladaru posebnu počast.

### Osnivanja i gradnje
Osnivanja kršćanskih ustanova (Wikipedija:Kriteriji, WP:NIJE): kongregacija, redova, škola, fakulteta, časopisa, zbornika, simpozija, karitativnih ustanova, gradnje kršćanskih građevina - crkve, kapele, groblja, učilišta, medija, domovi za djecu, starije, osobe lošeg imovnog stanja, pučke kuhinje, karitativne zgrade, itd. 
- Hrvati su utemeljili novu biskupiju u Ninu i na čelo svoje Crkve postavili ninskoga biskupa za vrijeme prvog hrvatskog kneza Borne.
- Knez Trpimir je nedaleko od svog dvira na Klisu ponad Splita u Rižinicama podigao prvi benediktinski samostan u Hrvatskoj.

### Ukidanja
Ukidanja kršćanskih ustanova (Wikipedija:Kriteriji, WP:NIJE).

### Rođenja
Rođenja poznatih osoba u svezi s kršćanstvom. Ovdje idu svećenici, laici, ali i umjetnici koji su stvarali za kršćanstvo.

### Smrti
Smrti poznatih poznatih osoba u svezi s kršćanstvom.

## Svijet

### Osnivanja i gradnje
Osnivanja kršćanskih ustanova (Wikipedija:Kriteriji, WP:NIJE): kongregacija, redova, škola, fakulteta, časopisa, zbornika, simpozija, karitativnih ustanova, gradnje kršćanskih građevina - crkve, kapele, groblja, učilišta, medija, domovi za djecu, starije, osobe lošeg imovnog stanja, pučke kuhinje, karitativne zgrade,

### Ukidanja
Ukidanja kršćanskih ustanova (Wikipedija:Kriteriji, WP:NIJE).

### Rođenja
Rođenja poznatih osoba u svezi s kršćanstvom. Ovdje idu svećenici, laici, ali i umjetnici koji su stvarali za kršćanstvo.

### Smrti
Smrti poznatih poznatih osoba u svezi s kršćanstvom.